# Hervormde kerk (Oud Gastel)

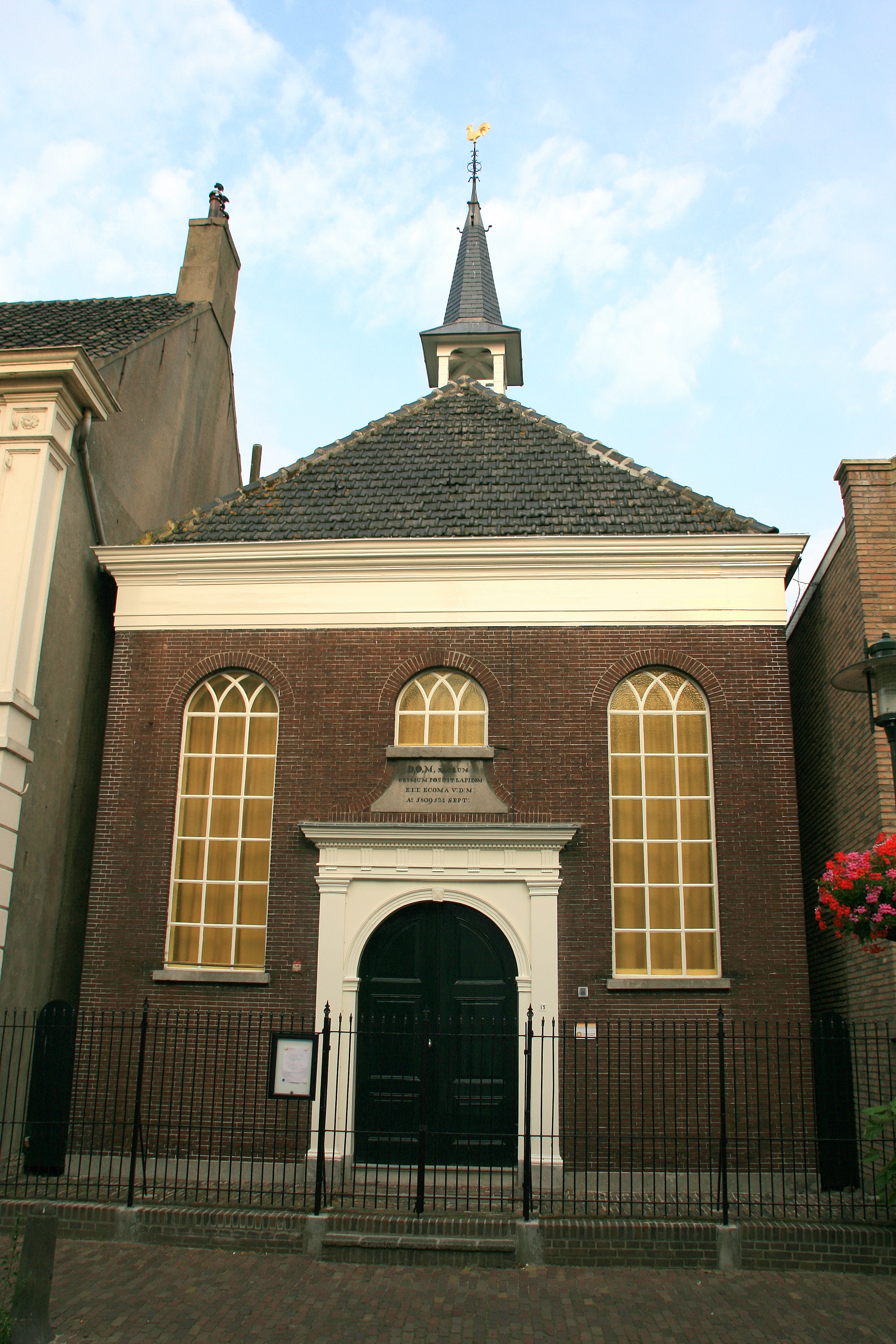
Hervormde kerk

De Hervormde kerk is een protestants kerkgebouw aan de Dorpsstraat 13 in Oud Gastel in de Nederlandse gemeente Halderberge.

## Geschiedenis
In 1646 werd de eerste protestantse kerkdienst te Gastel gehouden. De gemeente bestond al wat langer en men had zelfs te maken met de groote insolentie ende gewelt der paepisten aldaer in ’t dreygen en quetsen van sommige persoonen. Vanaf 1649 beschikte men over een eigen predikant. Het betrof niettemin een kleine gemeente in een overwegend katholieke omgeving. Uiteraard had men sinds 1648 de Sint-Laurentiuskerk tot zijn beschikking. In 1678 werd de gemeente nog aangevuld met enkele Vlamingen die omme den dwang der consciëntie in het pausdom t’ontgaen naar de Republiek vluchtten. In 1798 zou de grootste geloofsgemeenschap (2113 katholieken en 67 protestanten) de Laurentiuskerk toegewezen krijgen, hetgeen in 1799 geschiedde. Uiteindelijk werd in 1809 een nieuwe hervormde kerk gebouwd.
In 1997 fuseerde de hervormde gemeente van Gastel met die van Kruisland tot Gastel en Kruisland en in 2005 werd het een protestantse PKN-gemeente.

## Gebouw
Het kerkje werd in 1809-1810 gebouwd en is aldus een Napoleonskerk. Het is een zaalkerkje onder schilddak en voorzien van een dakruiter. De stijl is neoclassicistisch. De ingangspartij is voorzien van een Dorische omlijsting.
Op de gevelsteen staat de tekst: D,O,M, sacrum primum postuit lapidem E:I:I: Rcoma V:D:M Ao 1809 12D SEPT.
De kerk werd gerestaureerd in 1960 en 2000. Het gebouw is geklasseerd als rijksmonument.